# Forbidden Siren
Pour l'adaptation, voir Forbidden Siren (film).
Forbidden Siren (littéralement « La sirène interdite »), appelé Siren サイレン (Sairen) en version originale japonaise, est un jeu vidéo développé par SCE Japan Studio et édité par Sony Computer Entertainment. Il s'agit d'un jeu d'action-aventure de type survival horror publié en 2003 sur PlayStation 2. Le jeu a été conçu par Keiichiro Toyama, le directeur créatif de Silent Hill.
Le jeu a donné suite à deux nouveaux épisodes, Forbidden Siren 2 (2006) et Siren: Blood Curse (2008), et à une adaptation cinématographique, Forbidden Siren (2006).

## Synopsis
L'action se déroule dans le village fictif d'Hanuda, isolé au cœur des montagnes dans le comté de Misumi au Japon. Le 29 juillet 2003, peu avant minuit, la communauté religieuse locale se regroupe dans le clair de lune pour accomplir un rite sacrificiel. La cérémonie tourne au fiasco. À minuit, une sirène retentit dans la vallée, la terre tremble et une mer rouge sang engloutit les terres autour du village qui s'évanouit dans un espace-temps coupé du monde réel.
Inexorablement attirés par le son de la sirène, les villageois s'engouffrent dans l'eau rouge pour en ressortir sous la forme de Shibitos, des morts-vivants. Ils s'affairent à une étrange construction tout en massacrant les rares humains non corrompus. Durant trois jours, dix personnes tentent de survivre au milieu de l'horreur, livrant peu à peu leur vérité.
L'histoire de Forbidden Siren est fortement ancré dans la culture japonaise, puisant de nombreuses références dans sa mythologie. L'œuvre de Howard Phillips Lovecraft et les films d'horreur et comics horrifiques japonais des années 1980 ont également inspiré les développeurs.

## Système de jeu
Forbidden Siren est un jeu d'action-aventure dont le gameplay repose sur la notion de survie en milieu hostile, propre au survival horror, et le concept de furtivité, propre au jeu d'infiltration. Le jeu se démarque par sa structure éclatée et déconstruite : le joueur vit le cauchemar à travers les perspectives de dix individus dans 64 épisodes interconnectés avec une narration non linéaire. Le jeu présente des mécanismes de gameplay innovants basé sur le don de Vision, une capacité qui permet aux personnages de voir par les yeux d'autrui, autrement dit, voir ce que les autres voient.

### La Vision
La Vision (sight-jack) est un pouvoir psychique qui permet au personnage de voir par les yeux des Shibitos et des humains. Il donne également à entendre leur environnement sonore et leur voix intérieure. Le système est au cœur de l'expérience, à la fois comme mécanique de jeu et comme instrument d'immersion.
Tel un don d'ubiquité, le pouvoir de Vision permet de découvrir les lieux sous des angles différents en temps réel et sans avoir à déplacer le personnage. Il permet de localiser les ennemis, de prendre connaissance de leur comportement (trajet, réaction) et de leur dangerosité (type d'armes). Outre sa dimension tactique (profiter de ce qu'un regard se détourne pour progresser), le don de Vision permet de recueillir de précieux indices afin d'accomplir les objectifs de mission.
Le mode Vision s'enclenche en appuyant sur la touche R2. Le joueur cherche les signaux de Vision avec le stick analogique gauche. Plus le shibito ou l'humain est proche, plus la qualité du signal est de qualité. Quatre raccourcis (les touches X, O, etc) peuvent être assignés afin de mémoriser les emplacements des signaux et alterner de l'un à l'autre très facilement.  La contrepartie à l'utilisation de ce don est que le personnage est contraint de rester immobile, qu'il n'est plus visible à l'écran (entièrement occupé par le champ de vision tiers) et devient alors très vulnérable.

### Les personnages non jouables
Un personnage non jouable (PNJ) accompagne régulièrement le personnage incarné. Le PNJ est généralement plus vulnérable et complique sensiblement la progression. Sa survie est essentielle à la mission et ses actions permettent parfois d'accomplir des buts secondaires et de révéler des archives.
Le joueur peut interagir de différentes manières avec les PNJ. Il peut leur demander de suivre le personnage incarné (les PNJ adoptent les mêmes mouvements), de ne pas bouger, de se cacher (certains lieux y sont propices) ou de fuir. Le personnage doit aussi les aider à franchir certains obstacles.  Des considérations particulières entrent en jeu avec certains personnages. Par exemple, la jeune Miyako Kajiro, aveugle de naissance, ne peut se repérer dans l'espace qu'en utilisant le pouvoir de Vision sur le personnage incarné. Ce dernier doit donc régulièrement se retourner vers la jeune fille pour la regarder afin qu'elle puisse progresser jusqu'à lui.

### Les Shibitos
Les Shibitos (litt. « Personne morte ») sont des morts-vivants, des créatures hostiles et immortelles qui peuvent prendre des formes diverses (rampantes, bipèdes, volantes, cerveau). Leur intelligence est plus réduite que les humains bien que variable (capacité à traquer, à ouvrir les portes). Abattus, ils restent immobiles en position fœtal pendant une à deux minutes avant de reprendre conscience. Les shibitos peuvent être neutralisés plus facilement s'ils sont frappés par surprise. Ils sont sensibles à la lumière (l'obscurité altère leur champ de vision mais moins que les humains) et au bruit. Lorsqu'ils repèrent un élément suspect, leurs mouvements de tête se font plus rapides et imprévisibles. Certains montent la garde — équipés d'une arme contondante, d'une arme à feu ou d'une carabine, embusqués à des points stratégiques (ponts, croisement, tour de guet) ou faisant des rondes sur le niveau — et sont particulièrement réactifs et dangereux. D'autres vaquent à leur occupation (construction, culture) et sont plus facilement contournables.
Ils ont la particularité de parfois garder des sentiments humains et de se souvenir de leur vie passée à cause d'un objet ou d'une personne familière.

### Les épisodes
Dans Forbidden Siren, de nombreuses objectifs et énigmes ne respectent pas les conventions propres au jeu vidéo narratif. Les personnages sont amenés à accomplir des actions qui ne répondent à aucune motivation interne, à aucune logique du point de vue de leur système de pensée ou de l'état de leur connaissances. Cette distanciation forcée entre le joueur (le jeu) et les personnages (l'univers) peut paraître déroutante au premier abord. Le procédé, assumé par les développeurs (et probablement pas anecdotique), se double d'énigmes qui ne peuvent être comprises et résolues "en toute logique" qu'a posteriori, impliquant de rejouer des épisodes précédemment accomplis pour débloquer un élément indispensable (ramasser un objet, réaliser une action; le fil conducteur étant soit le personnage, soit le lieu). Compte tenu du découpage non chronologique et du caractère inter-dépendant des épisodes, la solution d'un épisode peut très bien se trouver dans un épisode encore non débloqué et qui ne le sera pas avant avoir accompli une autre action dans une autre épisode (sans lien direct avec le premier).

## Réalisation
Les dialogues sont localisés dans les principaux marchés occidentaux, notamment en anglais et en français, mais il n'est pas possible de passer les voix originales japonaises.

## Équipe de développement
- Game Designer : Keiichiro Toyama
- Scénariste : Keiichiro Toyama, Naoko Sato
- Programmeur principal : Eigo Miyazaki
- Directeur artistique : Isao Takahashi
- Directeur des cinématiques : Minoru Kusakabe
- Designer des shibitos : Miki Takahashi
- Producteur du son : Takafumi Fujisawa
- Musique : Hitomi Shimizu

## Accueil
Consoles + 92% • Edge 7/10 • Famitsu 32/40 • GameSpot 6.7/10 • IGN 7.7/10 • Joypad 8/10 • PlayStation 2 Magazine 17/20 • Gamekult 6/10 • Jeuxvideo.com 16/20[réf. souhaitée]